# Pinsk
Pinsk (en bielorruso: Пінск, en ruso: Пинск, en polaco: Pińsk) es una ciudad de Bielorrusia perteneciente a la región de Brest. Dentro de dicha región, está constituida como ciudad subprovincial y es la sede administrativa del vecino distrito homónimo, sin formar parte del mismo.
Se ubica en la Polesia, a orillas del río Prípiat. Se conoce a la región en que se encuentra como marismas de Pinsk. Es una zona fértil para la agricultura. Se encuentra al suroeste de Minsk. Su población es de 128 300 habitantes. La ciudad es un pequeño centro industrial que produce las embarcaciones que navegan por la zona.

## Historia
Pinsk (Pinesk) es mencionada por vez primera en 1097 como una ciudad que pertenece a Sviatopolk, príncipe de Kiev. En 1132 formaba parte del principado de Minsk. Tras la invasión mongola de 1239 se convirtió en la cabeza de un principado separado, y continuó siéndolo hasta finales del siglo XIII. En 1320 fue anexionada al Gran Ducado de Lituania; y en 1569, tras la unión de Lituania con la Corona del Reino de Polonia, fue la principal ciudad de la provincia de Brest. Durante la rebelión del caudillo Bogdan Jmelnitski (1640), fue tomada por los cosacos que llevaron a cabo un pogromo contra la población judía de la ciudad; los polacos recuperaron la ciudad, matando a 24 000 personas y quemando 5000 casas. Ocho años después la ciudad fue arrasada por los rusos. Carlos XII la tomó en 1706, y la hizo incendiar junto con sus suburbios. Pinsk cayó en manos de Rusia en 1793, durante la tercera partición de Polonia. Se convirtió en parte de Polonia en 1920 tras la guerra polaco-soviética, y fue incorporada a la Unión Soviética en 1939. Entre 1941 y 1944 estuvo ocupada por la Alemania nazi. Desde 1991 Pinsk ha pertenecido a Bielorrusia.

## Patrimonio
- Catedral basílica de la Asunción de la Virgen María (Pinsk)

## Personas destacadas
- Matusz Butrymowicz juez local.
- Ryszard Kapuściński (1932-2007) escritor y periodista polaco.
- Simon Kuznets (1901-1985) economista ruso-estadounidense.
- Golda Meir (1898-1978) primer ministro de Israel.
- Adam Naruszewicz (1733-1796) poeta polaco, historiador, obispo.
- Chaim Weizmann (1874-1953) primer Presidente de Israel.
- Karol Wyrwicz (1717-1793) historiador.
- Chaim Kanievsky (1928-2022) rabino israelí.

## Clima
| Parámetros climáticos promedio de Pinsk (1991-2020) | Parámetros climáticos promedio de Pinsk (1991-2020) | Parámetros climáticos promedio de Pinsk (1991-2020) | Parámetros climáticos promedio de Pinsk (1991-2020) | Parámetros climáticos promedio de Pinsk (1991-2020) | Parámetros climáticos promedio de Pinsk (1991-2020) | Parámetros climáticos promedio de Pinsk (1991-2020) | Parámetros climáticos promedio de Pinsk (1991-2020) | Parámetros climáticos promedio de Pinsk (1991-2020) | Parámetros climáticos promedio de Pinsk (1991-2020) | Parámetros climáticos promedio de Pinsk (1991-2020) | Parámetros climáticos promedio de Pinsk (1991-2020) | Parámetros climáticos promedio de Pinsk (1991-2020) | Parámetros climáticos promedio de Pinsk (1991-2020) |
| Mes                                                 | Ene.                                                | Feb.                                                | Mar.                                                | Abr.                                                | May.                                                | Jun.                                                | Jul.                                                | Ago.                                                | Sep.                                                | Oct.                                                | Nov.                                                | Dic.                                                | Anual                                               |
| --------------------------------------------------- | --------------------------------------------------- | --------------------------------------------------- | --------------------------------------------------- | --------------------------------------------------- | --------------------------------------------------- | --------------------------------------------------- | --------------------------------------------------- | --------------------------------------------------- | --------------------------------------------------- | --------------------------------------------------- | --------------------------------------------------- | --------------------------------------------------- | --------------------------------------------------- |
| Temp. máx. abs. (°C)                                | 11.2                                                | 16.4                                                | 22.3                                                | 30.2                                                | 32.9                                                | 36.1                                                | 36.1                                                | 36.3                                                | 35.5                                                | 26.7                                                | 20.3                                                | 12.8                                                | 36.3                                                |
| Temp. máx. media (°C)                               | -0.7                                                | 0.9                                                 | 6.4                                                 | 14.3                                                | 20.2                                                | 23.4                                                | 25.3                                                | 24.8                                                | 18.8                                                | 12.2                                                | 5.3                                                 | 0.7                                                 | 12.6                                                |
| Temp. media (°C)                                    | -3.0                                                | -2.0                                                | 2.2                                                 | 9.0                                                 | 14.6                                                | 18.0                                                | 19.9                                                | 19.0                                                | 13.6                                                | 7.9                                                 | 2.7                                                 | -1.6                                                | 8.4                                                 |
| Temp. mín. media (°C)                               | -5.3                                                | -4.7                                                | -1.4                                                | 4.1                                                 | 9.1                                                 | 12.7                                                | 14.6                                                | 13.6                                                | 9.1                                                 | 4.4                                                 | 0.4                                                 | -3.7                                                | 4.4                                                 |
| Temp. mín. abs. (°C)                                | -34.7                                               | -29.9                                               | -25.7                                               | -9.0                                                | -3.1                                                | 1.4                                                 | 4.5                                                 | -1.1                                                | -4.5                                                | -12.4                                               | -23.3                                               | -28.0                                               | -34.7                                               |
| Precipitación total (mm)                            | 39                                                  | 32                                                  | 36                                                  | 35                                                  | 59                                                  | 74                                                  | 92                                                  | 57                                                  | 52                                                  | 46                                                  | 45                                                  | 44                                                  | 611                                                 |
| Nevadas (cm)                                        | 5                                                   | 6                                                   | 3                                                   | 0                                                   | 0                                                   | 0                                                   | 0                                                   | 0                                                   | 0                                                   | 0                                                   | 1                                                   | 4                                                   | 19                                                  |
| Días de lluvias (≥ 1 mm)                            | 7                                                   | 6                                                   | 8                                                   | 11                                                  | 13                                                  | 14                                                  | 14                                                  | 11                                                  | 12                                                  | 12                                                  | 11                                                  | 8                                                   | 127                                                 |
| Días de nevadas (≥ 1 mm)                            | 14                                                  | 14                                                  | 9                                                   | 2                                                   | 0                                                   | 0                                                   | 0                                                   | 0                                                   | 0                                                   | 1                                                   | 6                                                   | 13                                                  | 59                                                  |
| Horas de sol                                        | 50                                                  | 70                                                  | 137                                                 | 180                                                 | 253                                                 | 269                                                 | 269                                                 | 250                                                 | 176                                                 | 116                                                 | 45                                                  | 32                                                  | 1847                                                |
| Humedad relativa (%)                                | 85                                                  | 82                                                  | 77                                                  | 68                                                  | 67                                                  | 71                                                  | 72                                                  | 73                                                  | 78                                                  | 81                                                  | 86                                                  | 88                                                  | 77.3                                                |
| Fuente n.º 1: Погода и климат                       |                                                     |                                                     |                                                     |                                                     |                                                     |                                                     |                                                     |                                                     |                                                     |                                                     |                                                     |                                                     |                                                     |
| Fuente n.º 2: NOAA(Horas de sol, 1954-2000)         |                                                     |                                                     |                                                     |                                                     |                                                     |                                                     |                                                     |                                                     |                                                     |                                                     |                                                     |                                                     |                                                     |